# Calospila lucetia
Calospila lucetia is een vlindersoort uit de familie van de prachtvlinders (Riodinidae), onderfamilie Riodininae.
Calospila lucetia werd in 1821 beschreven door Hübner.